# بروك نيكول آدمز
بروك نيكول آدمز (بالإنجليزية: Brooke Tessmacher)‏ (من مواليد 4 ديسمبر1980 في سانت لويس، الولايات المتحدة) هي عارضة أزياء أمريكية ومصارعة محترفة ، اشتهرت بإسم الحلبة بروك تيسماتشر.

## روابط خارجية
- بروك نيكول آدمز على موقع WrestlingData.com (الإنجليزية)
- بروك نيكول آدمز على موقع CageMatch worker (الإنجليزية)
- بروك نيكول آدمز على موقع قاعدة بيانات المصارعة على الإنترنت (الإنجليزية)
- بروك نيكول آدمز على موقع عالم المصارعة على الإنترنت (الإنجليزية)
- بروك نيكول آدمز على موقع عالم المصارعة على الإنترنت (الإنجليزية)